# Chích lác
Chích lác (danh pháp hai phần: Acrocephalus schoenobaenus) là một loài chim trong họ Acrocephalidae.
Loài chim này có cánh và lưng đen sọc và mày nhạt rõ rệt. Chúng là loài di trú, vượt Sahara đến nơi sinh sản ở châu Âu và châu Á để trải qua mùa đông trong châu Phi. Chích lác dài 11.5-13 cm và cân nặng khoảng 12 g. Mỏ khỏe và nhọn, chân hơi nâu.

## Hình ảnh

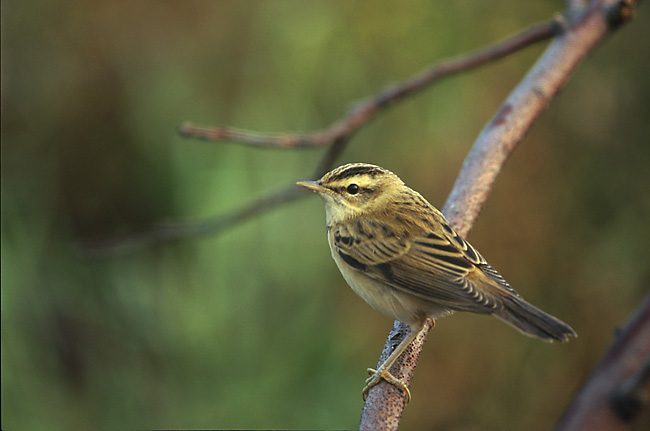
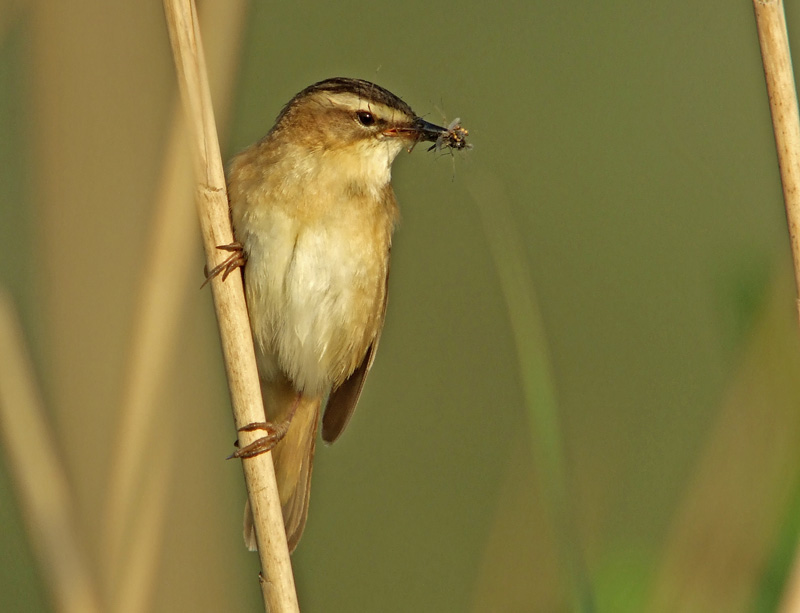
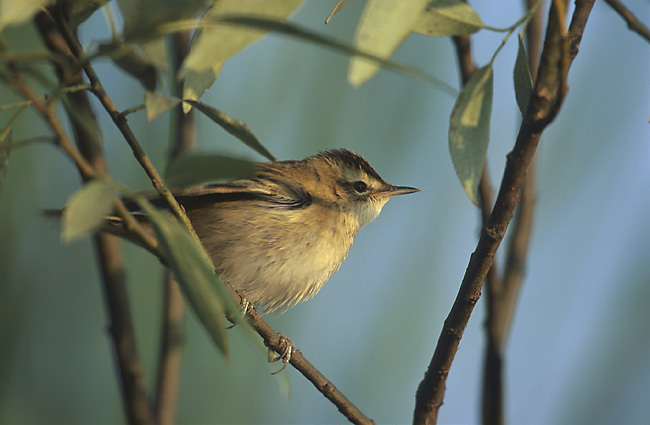
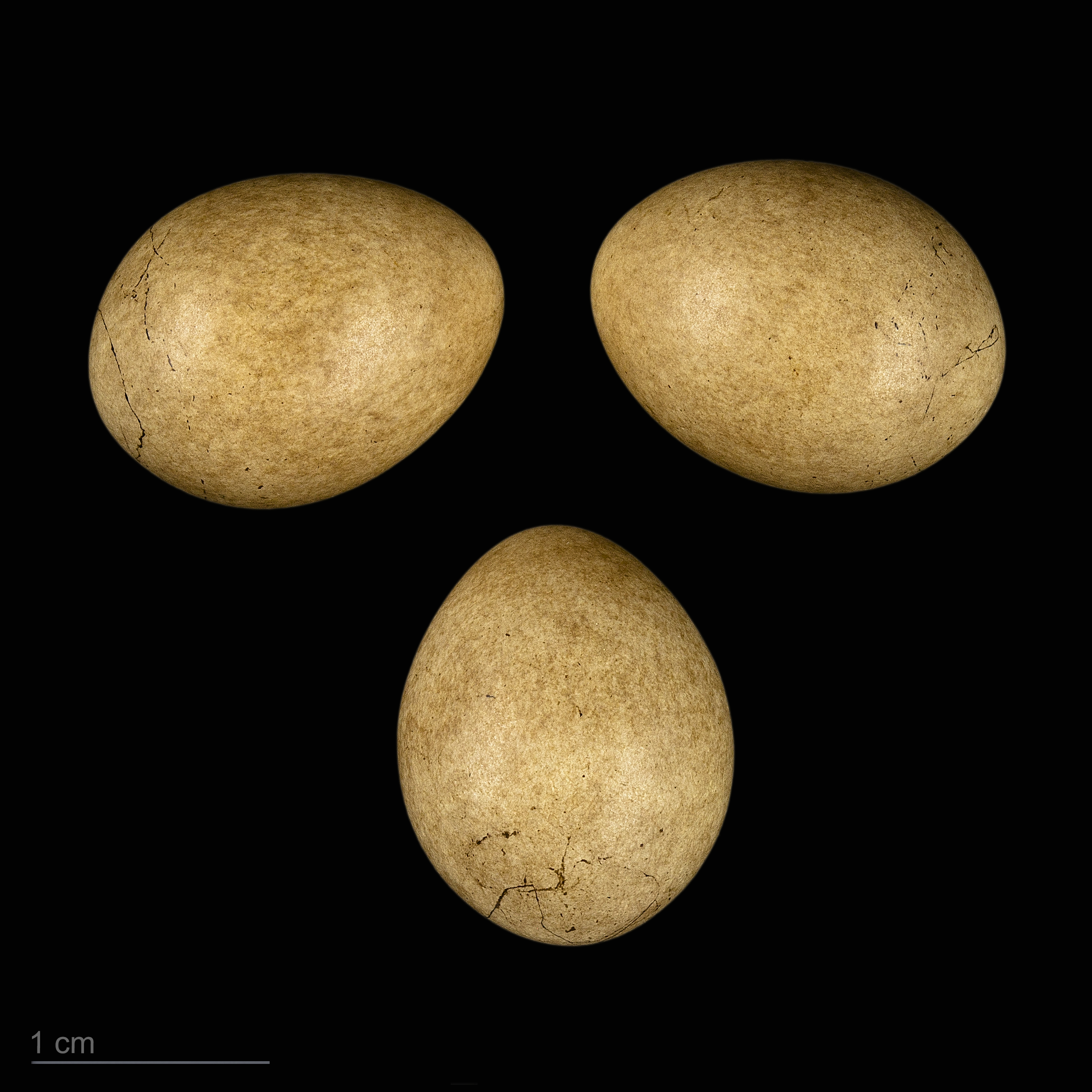
Acrocephalus schoenobaenus